# Amber et Akka
Amber et Akka est une série éphémère de Bande dessinée franco-belge humoristique créée en 1969 par le dessinateur Rob Peters (dessin) et l'écrivain et poète Jules Deelder (scénario), sous le pseudonyme commun de Youssouph Ben Houpla, dans le no 1614 du journal Spirou qui se poursuit durant dix récits complets jusqu'au no 1789 en 1972.
La série conte les aventures loufoques de deux agents secrets chargés de protéger des secrets convoités par des agents étrangers.
Cette série est terminée.

## Univers

### Synopsis
Amber et Akka sont deux agents secrets chargés de protéger des secrets d'état.
Ils évoluent tout d'abord dans différents décors, une ville frontière allemande dans le premier épisode puis une route de bord de mer dans le deuxième, avant que le décor ne soit fixé dans la ferme «Vas-y-voir» à partir du troisième épisode. Les deux agents ont alors un quartier général secret sophistiqué installé dans le sous-sol de la ferme et doivent repousser les intrusions d'espions étrangers qui cherchent à y pénétrer pour y dérober tous les secrets du monde qui y sont conservés:
« C'est que sous la ferme «Vas-y-voir», parmi les ordinateurs murmurants et les écrans de télé, nous retrouvons Amber et Akka surveillant jalousement l'endroit secret où sont entreposés tous les secrets du monde!… »

### Personnages
- Amber : un agent secret, grand brun élancé ; il est particulièrement efficace dans les scènes d'action.
- Akka : un agent secret d'origine chinoise, petit rondouillard avec une moustache et des lunettes ; c'est aussi un scientifique qui calcule des formules de physique[n 2] et invente des «trucs» pour se sortir des situations dangereuses[n 3].
- Le fermier : le propriétaire de la ferme, un homme âgé portant une grosse moustache, une casquette et des sabots ; outre ses fonctions d'exploitant agricole, il surveille les tentatives d'intrusion pour donner l'alerte.
- Lucas, l'employé agricole du fermier, brun élancé, il porte également une casquette et des sabots ; lui aussi est chargé de la surveillance outre ses fonctions agricoles.
- L'agent étranger : un homme rondouillard habillé comme un riche texan, portant un stetson et fumant toujours un gros cigare ; avec ses hommes, il tente toutes les ruses pour pénétrer dans le repaire secret sans jamais y parvenir.

## Historique
Néerlandais, Rob Peters publie comme auteur complet de courts récits humoristiques dans Robbedoes et dans Spirou depuis 1966 avec les séries Sir Charles et Monsieur Plume. Avec Amber & Akka, il collabore avec l'écrivain et poète néerlandais Jules Deelder sous le pseudonyme commun de Youssouph Ben Houpla,.

## Publication

### Revues
Les récits d'Amber & Akka ont été publiés dans Robbedoes et traduits en français pour être publiés dans Spirou :
- En 1969 dans les numéros 1614	(6 pages), 1629	(4 pages), 1640	(6 pages), 1649	(6 pages), 1653	(2 pages),
- En 1970 dans les numéros 1661	(6 pages - Une production fourragère), 1668	(6 pages - Safari à la ferme), 1684	(6 pages -	Les Visiteurs insolites),
- En 1971 dans le numéro 1743 (6 pages),
- En 1972 dans le numéro 1789 (4 pages).

### Albums
Un seul album de 64 pages est édité en 1985 aux Pays-Bas, en noir et blanc sous couverture souple, en tirage limité, par les éditions De Lijn, no 45 dans la collection de la bibliothèque de dessins animés néerlandais,.

### Sources

#### Internet
- « Amber & Akka », sur stripinfo.be.
- « Amber & Akka », sur lastdodo.com.
- « Amber & Akka », sur bdoubliees.com.
- « Amber & Akka », sur inedispirou.com.